# Akihiko Takeshige
Akihiko Takeshige (jap. 竹重 安希彦, Takeshige Akihiko; * 21. August 1987 in der Präfektur Yamaguchi) ist ein japanischer Fußballspieler.

## Karriere
Akihiko Takeshige erlernte das Fußballspielen in der Universitätsmannschaft der Hannan-Universität. Seinen ersten Profivertrag unterschrieb er 2010 bei Júbilo Iwata. Der Verein aus Iwata, einer Großstadt in der Präfektur Shizuoka, spielte in der höchsten Liga des Landes, der J1 League. 2013 wurde er an den Ligakonkurrenten Albirex Niigata nach Niigata ausgeliehen. Nach Vertragsende in Iwata wechselte er 2015 zum Zweitligisten Tochigi SC. Ende 2015 musste der Verein aus Utsunomiya in die dritte Liga absteigen. 2016 und 2017 wurde er mit dem Klub Vizemeister der J3 League. 2019 schloss er sich dem Zweitligisten Yokohama FC an. Ende 2019 feierte er mit dem Klub aus Yokohama die Vizemeisterschaft der zweiten Liga und stieg in die erste Liga auf. Für Yokohama stand er insgesamt neunmal zwischen den Pfosten. Im Januar 2021 nahm ihn der Zweitligaaufsteiger SC Sagamihara unter Vertrag. Mit dem Verein aus Sagamihara belegte man am Saisonende 2021 den 19. Tabellenplatz und stieg wieder in die dritte Liga ab.

## Erfolge
Tochigi SC
- Japanischer Drittligavizemeister: 2016, 2017  ▲

Yokohama FC
- Japanischer Zweitligavizemeister: 2019  ▲